# Bărbulești
Bărbulești est une commune de Roumanie, située dans le județ de Ialomița.

## Démographie
Lors du recensement de 2011, 79,7 % de la population se déclarent roms et 2,64 % roumains (17,65 % ne déclarent pas d'appartenance ethnique).

## Politique
| Parti | Parti                                      | Sièges |
| ----- | ------------------------------------------ | ------ |
|       | Parti national libéral (PNL)               | 5      |
|       | Parti social-démocrate (PSD)               | 5      |
|       | Parti des Roms « Pro-Europe »              | 4      |
|       | Alliance des libéraux et démocrates (ALDE) | 1      |